# USS Cubera (SS-347)
USS Cubera (SS-347) là một  tàu ngầm lớp Balao được Hải quân Hoa Kỳ chế tạo trong Chiến tranh Thế giới thứ hai. Nó là chiếc tàu chiến duy nhất của Hải quân Hoa Kỳ được đặt cái tên này, theo tên loài cá cubera thuộc họ Cá hồng. Hoàn tất quá trễ để có thể tham gia Thế Chiến II, nó được nâng cấp trong khuôn khổ Dự án GUPPY II để tiếp tục phục vụ trong giai đoạn Chiến tranh Lạnh cho đến năm 1972. Nó được chuyển giao cho Venezuela, và tiếp tục hoạt động như là chiếc ARV Tiburon (S-12) cho đến năm 1989, rồi bị tháo dỡ sau đó.

## Thiết kế và chế tạo
Thiết kế của lớp Balao được cải tiến dựa trên  tàu ngầm lớp Gato dẫn trước, là một kiểu tàu ngầm hạm đội có tốc độ trên mặt nước cao, tầm hoạt động xa và vũ khí mạnh để tháp tùng hạm đội chiến trận. Khác biệt chính so với lớp Gato là ở cấu trúc lườn chịu áp lực bên trong dày hơn, và sử dụng thép có độ đàn hồi cao (HTS: High-Tensile Steel), cho phép lặn sâu hơn đến 400 ft (120 m). Con tàu dài 311 ft 9 in (95,02 m) và có trọng lượng choán nước 1.526 tấn Anh (1.550 t) khi nổi và 2.424 tấn Anh (2.463 t) khi lặn. Chúng trang bị động cơ diesel dẫn động máy phát điện để cung cấp điện năng cho bốn động cơ điện, đạt được công suất 5.400 shp (4.000 kW) khi nổi và 2.740 shp (2.040 kW) khi lặn, cho phép đạt tốc độ tối đa 20,25 hải lý trên giờ (37,50 km/h) và 8,75 hải lý trên giờ (16,21 km/h) tương ứng. Tầm xa hoạt động là 11.000 hải lý (20.000 km) khi đi trên mặt nước ở tốc độ 10 hải lý trên giờ (19 km/h) và có thể hoạt động kéo dài đến 75 ngày.
Tương tự như lớp Gato dẫn trước, lớp Balao được trang bị mười ống phóng ngư lôi 21 in (530 mm), gồm sáu ống trước mũi và bốn ống phía phía đuôi tàu, chúng mang theo tối đa 24 quả ngư lôi. Vũ khí trên boong tàu gồm một hải pháo 4 inch/50 caliber, một khẩu pháo phòng không Bofors 40 mm nòng đơn và một khẩu đội Oerlikon 20 mm nòng đôi, kèm theo hai súng máy .50 caliber. Trên tháp chỉ huy, ngoài hai kính tiềm vọng, nó còn trang bị ăn-ten radar SD phòng không và SJ dò tìm mặt biển. Tiện nghi cho thủy thủ đoàn bao gồm điều hòa không khí, thực phẩm trữ lạnh, máy lọc nước, máy giặt và giường ngủ cho hầu hết mọi người, giúp họ chịu đựng cái nóng nhiệt đới tại Thái Bình Dương cùng những chuyến tuần tra kéo dài đến hai tháng rưỡi.
Cubera được đặt lườn tại xưởng tàu của hãng Electric Boat Company ở Groton, Connecticut vào ngày 11 tháng 5, 1944. Nó được hạ thủy vào ngày 17 tháng 6, 1945, được đỡ đầu bởi bà J. Taber, và được cho nhập biên chế cùng Hải quân Hoa Kỳ vào ngày 19 tháng 12, 1945 dưới quyền chỉ huy của Hạm trưởng, Thiếu tá Hải quân R. W. Paine, Jr.

## Lịch sử hoạt động

### USSCubera
Sau khi hoàn tất việc chạy thử máy ngoài khơi New London, Connecticut, Cubera được điều gia nhập Hạm đội Đại Tây Dương, và đi đến cảng nhà Key West, Florida vào ngày 19 tháng 3, 1946. Nó tham gia thử nghiệm thiết bị sonar cũng như tham gia nhiều dự án phát triển chiến thuật chống tàu ngầm tại eo biển Florida. Con tàu cũng từng tham gia các cuộc tập trận hạm đội cho đến ngày 4 tháng 7, 1947, khi nó đi đến Xưởng hải quân Philadelphia để được hiện đại hóa trong khuôn khổ Chương trình Công suất đẩy dưới nước lớn hơn (GUPPY II), giúp cải thiện đáng kể tốc độ lặn dưới nước và tầm xa hoạt động.
Hoàn tất việc nâng cấp, Cubera quay trở lại Key West vào ngày 9 tháng 3, 1948 để tiếp tục hoạt động tại chỗ từ cảng này. Nó cũng tham gia các cuộc tập trận hạm đội tại vùng biển Caribe và Đại Tây Dương cho đến ngày 3 tháng 7, 1952, khi nó chuyển đến cảng nhà mới tại Norfolk, Virginia. Cho đến năm 1957, chiếc tàu ngầm tiếp tục hoạt động huấn luyện và thực hành, tham gia các cuộc tập trận hạm đội tại vùng biển Caribe, cũng như có một chuyến đi đến Sydney, Nova Scotia vào tháng 6, 1955. Trong những năm 1959 và 1960, nó phục vụ cùng Lực lượng Đặc nhiệm Alfa, một đơn vị tiến hành những thử nghiệm nhằm phát triển kỹ thuật chống tàu ngầm, và đã hoạt động suốt khu vực Đại Tây Dương trải dài từ Nova Scotia cho đến Bermuda.

### ARVTiburon(S-12)
Vào ngày 5 tháng 1, 1972, Cubera được cho xuất biên chế đồng thời rút tên khỏi danh sách Đăng bạ Hải quân Hoa Kỳ; nó được chuyển giao cho Venezuela trong khuôn khổ Chương trình viện trợ quân sự. Nó nhập biên chế cùng Hải quân Venezuela như là chiếc ARV Tiburon (S-12) (có nghĩa là cá mập trong tiếng Tây Ban Nha), và tiếp tục phục vụ cho đến khi ngừng hoạt động và tháo dỡ vào tháng 2, 1987.